# Placito lombardo

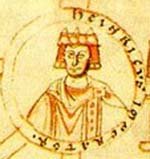
L'imperatore Enrico IV

Per Placito lombardo si intende una seduta giudiziaria avvenuta in Lombardia nell'XI secolo. La testimonianza principale di questo placito ci è arrivata dai Moralia Regum di Radulfo il Nero, dove menziona una particolare vicenda con protagonista il giurista bolognese Pepo.
A quest'assemblea, svoltasi verosimilmente nel 1084 e presieduta dall'imperatore Enrico IV, Pepo confutò il parere espresso dagli altri giudici su di una causa giudiziaria. Il caso riguardava l'omicidio di un servo, che in base a norme consuetudinarie derivanti dagli ordinamenti longobardi veniva punito con una semplice ammenda pecuniaria. Magister Peppo invece richiese la pena capitale, sostenendo che non si dovevano fare distinzioni tra l'omicidio di un uomo libero e quello di un servo. Per sostenere le sue tesi si richiamò a passi biblici ma soprattutto al diritto romano del Corpus iuris civilis, in particolare le Institutiones.
L'importanza dell'evento narrato sta nella rivalutazione di Pepo, a lungo screditato dalla tradizione che seguiva il dottore Odofredo, ma soprattutto in quanto testimonianza dei primi accenni al diritto romano nel basso medioevo dopo un lungo periodo.